# Matra R.550 Magic
Matra R.550 Magic är en fransk jaktrobot som utvecklades av Matra som en direkt konkurrent till den amerikanska roboten AIM-9 Sidewinder.

## Historia
Utvecklingen påbörjades 1968 och i januari 1972 gjordes den första provskjutningen från en Gloster Meteor. År 1975 påbörjades serieproduktion om 100 robotar per månad till Franska flygvapnet.
Under Falklandskriget beställde både argentinska flottan och flygvapnet Magic-robotar till Super-Étendard respektive Mirage F1, men bara flygvapnets robotar hade börjat levereras innan kriget var slut.
År 1986 påbörjades produktionen av Magic 2 med en bättre målsökare som kunde upptäcka mål från alla vinklar och inte bara bakifrån. Den enda synliga skillnaden är att sökarfönstret inte är genomskinligt för synligt ljus. Magic 2 har exporterats till ett flertal länder bland annat Irak (som använde dem i strid under Kuwaitkriget), Grekland (användes för att skjuta ner en turkisk F-16 över Egeiska havet 1996) och Taiwan.
Magic har under 2000-talet ersatts av MICA-IR i Franska flygvapnet.

## Konstruktion
Magic konstruerades från grunden för att konkurrera med den amerikanska Sidewinder-roboten och kan avfyras från alla flygplan som kan avfyra Sidewinders. De största ansträngningarna gjordes för att få Magic överlägsen i närstrid. Den kan låsa på mål ut till 70° åt sidan på avstånd ner till 350 meter. Mot mål rakt fram är minimiavståndet bara 50 meter.
Arrangemanget med både fenor och roder framtill är ett utmärkande drag för Magic-robotarna. Stjärtfenorna kan rotera fritt runt roboten och ger extra stabilitet.

## Källor

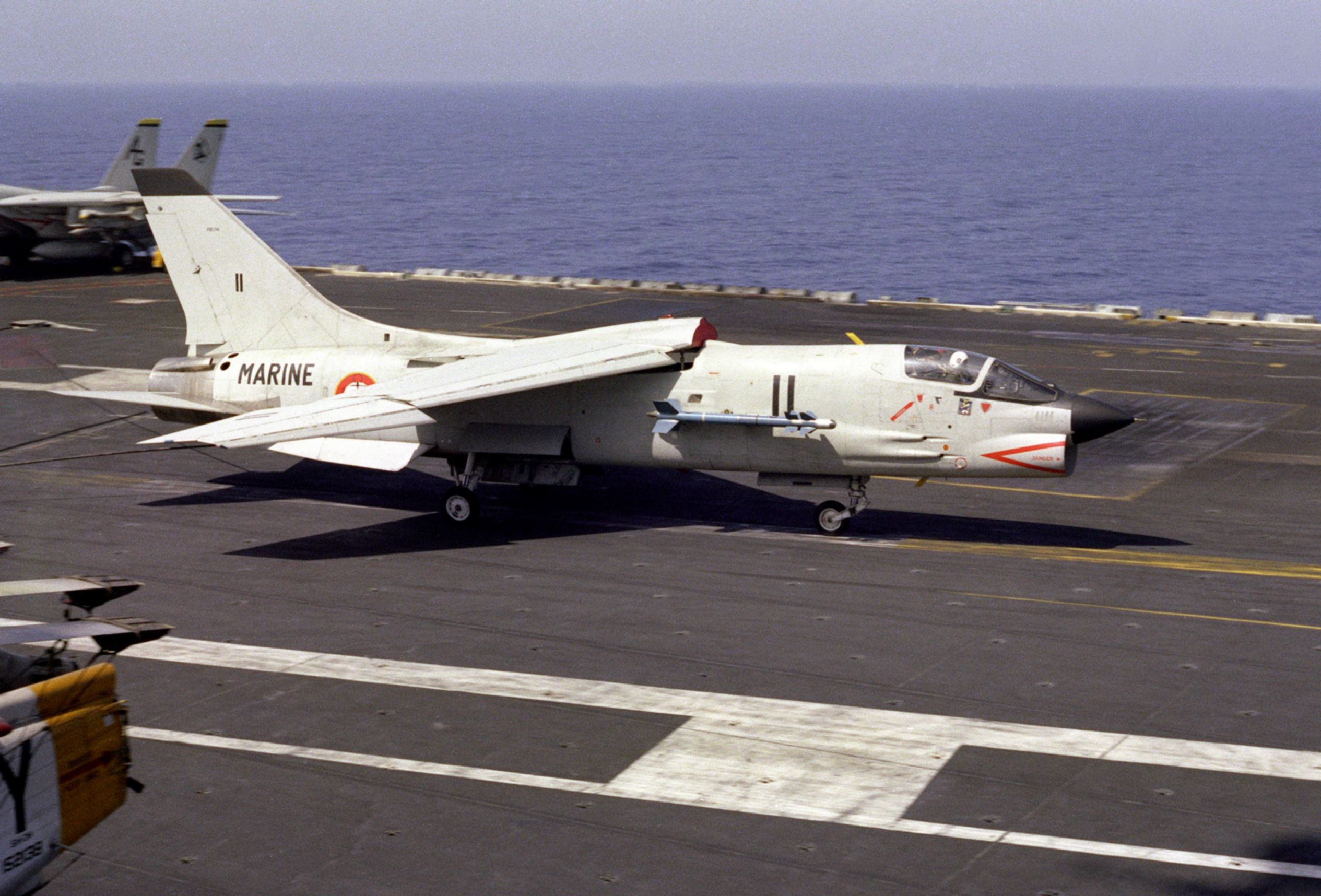
En F-8 Crusader från Frankrikes flotta beväpnad med R.550 Magic.